# Staw Jeziorzec
Staw Jeziorzec – zbiornik wodny w Warszawie, w dzielnicy Bemowo.

## Położenie i charakterystyka
Staw leży w Warszawie, w dzielnicy Bemowo, w rejonie osiedla Stare Górce, po lewej stronie Wisły. Otaczają go ulice: Pełczyńskiego od wschodu i południa oraz Narwik od zachodu. Zbiornik wodny leży także w bezpośrednim sąsiedztwie drogi ekspresowej S8, która na tym odcinku nosi nazwę alei Obrońców Grodna i linii kolejowej nr 938 łączącej Jelonki z Hutą Warszawa. Leży w zlewni Dopływu spod Bemowa.
Zgodnie z ustaleniami w ramach Programu Ochrony Środowiska dla m. st. Warszawy na lata 2009-2012 z uwzględnieniem perspektywy do 2016 r. staw położony jest na wysoczyźnie, a jego powierzchnia wynosi 0,6680 hektara. Głębokość maksymalna wynosi ok. 3 metrów. Według numerycznego modelu terenu udostępnionego przez Geoportal lustro wody znajduje się na wysokości 108,2 m n.p.m.
Staw jest połączony podziemnym kolektorem deszczowym o Ø 600 mm i Ø 800 mm biegnącym pod ulicami Pełczyńskiego, Łukociewskiego i Narwik z pobliskim Stawem Zielonym oraz Fosą Groty (na terenie Fortu III Twierdzy Warszawa). Pełni funkcję odbiornika wód opadowych z terenów pobliskich osiedli. Nadmiar wody spływa do Fosy Groty.

## Historia
Staw jest własnością miasta stołecznego Warszawy. W latach 2006–2013 przechodził rewitalizację – wzmocniono brzegi i skarpę, pogłębiono dno, posadzono ozdobną roślinność, w tym m.in. winorośla, krzewy i rośliny wodne, zbudowano asfaltową ścieżkę spacerową oraz drewniany pomost z ławkami i stojakiem na rowery. Koszt prac wyniósł ponad 600 tys. zł.
W przeszłości staw pełnił rolę regulatora gospodarki wodnej na terenach rolniczych.

## Przyroda
W 2004 roku na terenie zbiornika wodnego i w jego okolicach stwierdzono występowanie kaczki krzyżówki. Przed zakończeniem rewitalizacji staw był siedliskiem karczowników ziemnowodnych.